# Ioannis Paleokrassas
Ioannis Paleokrassas (Grieks: Ιωάννης Παλαιοκρασσάς) (Athene, 27 maart 1934 – aldaar, 2 oktober 2021) was een Grieks politicus. Hij was aangesloten bij de partij Nea Dimokratia (ND). In de jaren tachtig en begin negentig was hij diverse keren minister en in de jaren negentig was hij Eurocommissaris.

## Biografie
Paleokrassas studeerde economie aan de London School of Economics. Na zijn studie was hij tussen 1960 en 1963 werkzaam op het Griekse ministerie van Coördinatie. Vervolgens was Paleokrassas werkzaam in het bedrijfsleven. Hij was onder meer voorzitter van de Raad van Bestuur van zowel de American Express Bank als de Egrobank. In november 1977 werd Paleokrassas benoemd tot viceminister van Coördinatie. Vier jaar later werd hij minister op hetzelfde ministerie. Deze functie bekleedde Paleokrassas gedurende twee maanden.
Tussen april 1990 en augustus 1992 was Paleokrassas minister van Financiën. Op 14 juli 1992 overleefde hij een aanslag; er kwamen wel passanten om het leven. Vervolgens was hij tot januari 1993 minister van Handel. Paleokrassas trad af als minister vanwege zijn benoeming als Grieks lid van de Europese Commissie. In 1995 werd hij daarin opgevolgd door Christos Papoutsis.
Paleokrassas overleed op 87-jarige leeftijd.
 Martin Bangemann ·  Leon Brittan ·  Hans van den Broek ·  Henning Christophersen ·  Jacques Delors ·  João de Deus Pinheiro ·  Pádraig Flynn ·  Manuel Marín ·  Abel Matutes* ·  Karel Van Miert ·  Bruce Millan ·  Marcelino Oreja ·  Ioannis Paleokrassas ·  Antonio Ruberti ·  Peter Schmidhuber ·  Christiane Scrivener ·  René Steichen ·  Raniero Vanni d'Archirafi
 * afgetreden 
- Gemeinsame Normdatei: 103793511X
- International Standard Name Identifier: 0000 0003 5640 7929
- Library of Congress Control Number: no2011166339
- Parlement.com: vi2jm5uxtwzm
- Virtual International Authority File: 186947118
- WorldCat: E39PBJvxxDH8ff4YjWrCF9yWXd